# 字母转写
字母转写（英語：transliteration）是将一个拼音文字系统的字符，按照一个字符对照表，对号入座地转换成另一个拼音文字系统的字符的过程（包括基础字符的附加符号和用双字符表示的单音素），转写在文字系统之间进行。
例如拉丁字母、西里尔字母都是由希腊字母转变而成，所以希腊字母α在转写成其他语言时，便变成了西里尔字母а及拉丁字母a。
汉语拼音一般不作文字使用，不过中华人民共和国政府制作了维、蒙、藏文字母和中国盲文点字对汉语拼音字母的对照表。维、蒙、藏与汉语拼音字母的对照表见于《少数民族语地名汉语拼音字母音译转写法》。盲文点字对汉语拼音字母的对照表见于《中国盲文》（GB/T 15720-1995）。
逆向转写：把被转换文字系统的字符转写成转换文字系统的字符之后，可以再往回转写，即从转换系统的字符转写到被转换系统的字符。

## 参看
- 音译
- 罗马化（也称“拉丁化”）
- ISO 9（西里尔字母转写）
- ISO 233（阿拉伯字母转写）
- ISO 259（希伯来字母转写）
- ISO 843（希腊字母转写）
- ISO 3602（日语训令式罗马字）
- ISO 7098（汉语拼音）
- ISO 9984（格鲁吉亚语转写）
- ISO 9985（亚美尼亚语转写）
- ISO 11940（泰语罗马字转写）
- ISO 11941（韩语罗马字转写）
- ISO 15919（印度语言罗马字转写）
- 国际标准化组织拉丁化方案列表

## 引用
1. ↑  冯志伟. . 中国科技术语. 2012-11-02, 14 (5): 32  [2023-09-28]. ISSN 1673-8578. doi:10.3969/j.issn.1673-8578.2012.05.007. （原始内容存档于2023-09-28）.

### 文献
- 国家测绘总局/文字改革委员会1976，《少数民族语地名汉语拼音字母音译转写法》
- 国家技术监督局1995，《中国盲文(GB/T 15720-1995)》

## 外部連接
- International Components for Unicode transliteration services （页面存档备份，存于） ICU User Guide: Transforms （页面存档备份，存于）
- Transliteration history （页面存档备份，存于） – history of the transliteration of Slavic languages into Latin alphabets.
- Transliteration of Non-Latin scripts （页面存档备份，存于） – Collection of transliteration tables for many non-Latin scripts maintained by Thomas T. Pedersen.
- Unicode Transliteration Guidelines （页面存档备份，存于）
- United Nations Group of Experts on Geographical Names (UNGEGN) （页面存档备份，存于） – working group on Romanization Systems.
- Library of Congress: Romanization Tables
- Localtyping.com （页面存档备份，存于） implements google transliteration library and also allows to create To-Do Lists in English and Transliterated Languages.
- Usage of Transliterations （页面存档备份，存于） – condensed description of the definition of transliteration and its usage.
- G. Gerych. Transliteration of Cyrillic Alphabets. （页面存档备份，存于） Ottawa University, April 1965. 126 pp. – historical overview of the concept of transliteration and its evolution and application